# 西斯瓦巴扎尔
西斯瓦巴扎尔（Siswa Bazar），是印度北方邦Maharajganj县的一个城镇。总人口18884（2001年）。

## 人口
该地2001年总人口18884人，其中男性9765人，女性9119人；0—6岁人口3146人，其中男1665人，女1481人；识字率62.79%，其中男性为73.28%，女性为51.56%。